# Russische Nationale Bibliotheek
De Russische Nationale Bibliotheek (Russisch: Российская национальная библиотека) in Sint-Petersburg is na de Russische Staatsbibliotheek te Moskou de grootste bibliotheek in Rusland.
De bibliotheek werd in 1795 door Catharina de Grote gesticht en is sinds 1814 toegankelijk voor publiek. Het is hiermee de oudste openbare bibliotheek in Rusland. De privé-collecties van de tsarina vormden het begin van de instelling en omvatte onder meer de privé-bibliotheken van Voltaire en Diderot.
Het instituut is gehuisvest in een neoklassiek gebouw aan de Nevski Prospekt en herbergde in 2005 34 miljoen items. Onder de topstukken bevinden zich de Hypatiuscodex van de Nestorkroniek, de Codex Leningradensis, een bijbelhandschrift uit de elfde eeuw, en de Beda Petersburgiensis, het oudste exemplaar van Beda's Historia ecclesiastica gentis Anglorum.